# ČSD-Baureihe E 423.0
Die ČSD-Baureihe E 423.0 waren zwei elektrische Lokomotiven der einstigen Tschechoslowakischen Staatsbahnen ČSD, welche für das mit 1500 Volt Gleichstrom elektrifizierte Netz im Prager Knoten vorgesehen waren.

## Geschichte
Sie entstanden für den Verschub und den Güterverkehr auf den elektrifizierten Anschlussbahnen im Prager Knoten in den Jahren 1927 und 1928 von den Firmen Adamov mit Ausrüstungsteilen der britischen Firma Metropolitan-Vickers.
Beide Lokomotiven versahen über Jahrzehnte den Dienst auf den Verbindungslinien in Prag. Bereits in den 1950er Jahren wurde eine Lok aushilfsweise auf der Hohenfurter Elektrischen Lokalbahn eingesetzt, um den durch den Bau der Talsperre Lipno ausgelösten Güterverkehr zu bewältigen. Als die Fahrleitungsspannung im Prager Knoten am 15. Mai 1962 auf 3 kV angehoben wurde, gab man beide Lokomotiven nach Vyšší Brod (Hohenfurth) ab, wo sie den Güterverkehr abwickelten, bis im Jahr 1973 neue Lokomotiven der Reihe E 426.0 erschienen. Die E 423.002 wurde daraufhin im Dezember 1974 verschrottet.
Die E 423.001 wurde in die Sammlung des Technischen Nationalmuseums in Prag aufgenommen und war später als nichtbetriebsfähiges Exponat zu sehen. 2003 wurde sie durch Angestellte des PJ in Tábor wieder betriebsfähig aufgearbeitet. Seither ist die Lokomotive bei Museumsfahrten auf der Bahnstrecke Tábor–Bechyně zu sehen.

## Technische Merkmale
Die Lokomotive ist vierachsig, sie läuft auf zwei Drehgestellen, die mit einer Kupplung verbunden sind und an den Außenseiten die Pufferbohlen mit der Zug- und Stoßvorrichtung tragen. Auf die Drehgestelle stützt sich der Brückenrahmen über seitliche Gleitplatten ab. Er wird durch zwei Drehzapfen geführt. Auf dem Rahmen befinden sich in der Mitte das Führerhaus mit zwei Führerständen für den Lokführer und außen zwei Vorbauten. Im vorderen Vorbau befinden sich Hilfsmaschinen und die Batterie, im hinteren ist der Hochspannungsteil der elektrischen Ausrüstung untergebracht. Die Maschine ist mit vier Gleichstrom-Reihenschlussmotoren in Tatzlagerbauart ausgerüstet. Je zwei (1. und 3., 2. und 4.) sind dauernd in Serie geschaltet. Ihre Spannung wird über eine elektropneumatische Widerstandssteuerung mit 12 Stufen in Serie und 11 Stufen in serienparalleler Vereinigung gesteuert. Die letzte Stufe schaltet die Fahrmotoren ab.